# Endochytrium pseudodistomum
Endochytrium pseudodistomum är en svampart som först beskrevs av Domján, och fick sitt nu gällande namn av Karling 1941. Endochytrium pseudodistomum ingår i släktet Endochytrium och familjen Endochytriaceae.   Inga underarter finns listade i Catalogue of Life.